# モンクベリー・ムーン・デライト
「モンクベリー・ムーン・デライト」（英語: Monkberry Moon Delight）は、1971年にポール・マッカートニーが発表した楽曲である。アルバム「ラム」に収録された。意味を成さない歌詞と「つきせぬ喜び」を意味するタイトルから、ドラッグ・ソングではないかと言われているがポール自身は否定している。コーラスには妻のリンダと長女のヘザーが参加している。

## 収録アルバム
- 『ラム』